# Goodbye First Love
Dang dở tình đầu (tiếng Pháp: Un amour de jeunesse) là bộ phim tình cảm lãng mạn tiếng Pháp của điện ảnh Pháp - Đức, Mia Hansen-Løve đạo diễn, công chiếu tại Pháp năm 2011, ở một số nước năm 2012.

## Diễn viên
- Lola Créton as Camille
- Sebastian Urzendowsky as Sullivan
- Magne-Håvard Brekke as Lorenz
- Valérie Bonneton as mẹ Camille
- Serge Renko as cha Camille
- Özay Fecht as mẹ Sullivan's

## Liên kết
- Un amour de jeunesse trên Internet Movie Database